# أريس غاينزبورو (شخصية خيالية)
أريس غاينزبورو (بالإنجليزية: Aerith Gainsborough)‏ (باليابانية: エアリス・ゲインズブール، بالروماجي: Earisu Geinzubūru) تمت ترجمته صوتيًا باسم أريس غاينزبورو في الإصدارات الإنجليزية من فاينل فانتازي 7 وفاينل فانتازي تاكتيكس - وهي شخصية لاعب في لعبة فيديو تقمص الأدوار في فاينل فانتازي 7 (الآن سكوير إنكس). تم تصميمها بواسطة تتسويا نومورا بتأثير من يوشينوري كيتاسي وهيرونوبو ساكاغوتشي ويوشيتاكا أمانو.
البطلة الرئيسية في فاينل فانتازي 7، هي امرأة شابة تنضم إلى منظمة «أفالانش» (وهي منظمة إرهابية بيئية مهمة في عالم الفانتازي). مع تقدم القصة، يبدأ أفالانش في ملاحقة خصم اللعبة سيفروث [الإنجليزية]، ويتعلم اللاعب أنها آخر سلالات Cetra أو "Ancient" الباقية على قيد الحياة، وهي واحدة من أقدم السباقات على كوكب الأرض. وقد ظهرت أيضًا في تجميع فاينل فانتازي السابع [الإنجليزية] و كينغدوم هارتس التي تم إصدارها لاحقًا.
ممثل صوتها هو مايا ساكاموتو باللغة اليابانية. في الإصدارات الإنجليزية، ممثلو صوتها هم المغنية والممثلة ماندي مور في كينغدوم هارتس (لعبة فيديو)، والممثلة مينا سوفاري في كينغدوم هارتس 2 و فاينال فانتازي 7: ظهور الأطفال، والممثلة اندريا بوين في كرايسيس كور: فاينال فانتازي 7، بالإضافة إلى Re Mind DLC لـ كينغدوم هارتس 3 والممثلة بريانا وايت في فاينل فانتازي 7 ريميك. قوبلت الشخصية والأحداث التي أحاطت بوفاتها في الفانتازي باستقبال إيجابي عام من النقاد والمعجبين.

## الظهور

### فاينل فانتازي 7
تم تقديم أريس غاينزبورو لأول مرة كبائعة زهور، عندما تحدثت لفترة وجيزة مع كلاود سترايف، وهي مرتزقة تعمل مع مجموعة أفالانش المناهضة للحكومة، والتي تفر من قصف مفاعل ماكو. التقى الاثنان لاحقًا في كنيسة أريس في الأحياء الفقيرة في القطاع 5، حيث تواجه إمكانية الاستيلاء عليها من قبل الأتراك. تطلب أريس من كلاود أن يكون حارسها الشخصي مقابل تكلفة موعد واحد. تم القبض عليها في النهاية، ولكن تم إنقاذها في النهاية بواسطة كلاود وحلفائه. ثم تنضم إليهم أريس في السعي وراء سيفروث [الإنجليزية]، بينما تشرع أيضًا في رحلتها الخاصة لاكتشاف الذات.
بعد محاولة فاشلة لإحباط سرقة سيفروث للمادة السوداء، تغامر أريس بمفردها في المدينة المنسية. يلاحق كلاود ورفاقه، وفي النهاية يجدونها تصلي عند المذبح. بينما تتطلع أريس إلى الابتسام في كلاود، يظهر سيفروث ويقتلها عن طريق ضربها عبر جذعها. تحمل كلاود جثة أريس إلى بحيرة في المدينة المنسية، وتعيدها إلى الكوكب. ينقل ريف تويستي، رئيس شينرا للتطوير العمراني، خبر وفاتها إلى ألميرا، والدة أريس بالتبني. يتعرف الحزب لاحقًا على سبب وجود أريس في المدينة المنسية؛ من خلال مادة البيضاء، تمكنت أريس من استدعاء هولي (بالإنجليزية: Holy)‏، القوة الوحيدة القادرة على صد السحر المدمر النهائي، النيزك، الذي استدعاه سيفروث. على الرغم من نجاح أريس في إلقاء هولي قبل وفاتها، إلا أنه تم إعاقته بقوة إرادة سيفروث. عندما هُزم سيفروث أخيرًا وتحرر هولي، يبدو أن الأوان قد فات للعمل بفعالية كما ينبغي، حيث اقترب نيزك بالفعل من سطح الكوكب. بينما تصطدم المقدسة مع النيزك، في محاولة لمنع تأثيرها، فإن خطورة كل من النيزك والكوكب يسحبان هولي في اتجاهين متعاكسين يضعفها. شوهدت أريس وهي تصلي وكلتا يديه متشابكتان بينما تحث تيار الحياة للدفاع في النهاية عن الكوكب. ثم يتدفق تيار الحياة على الكوكب، ويتدخل بين هولي والنيزك، ويعمل بمثابة كبش ضار بينما يساعد في تدمير النيزك.

### تجميع فاينل فانتازي السابع
في بيفور كرايسيس: فاينال فانتازي 7، الذي تم تعيينه قبل عدة سنوات من أحداث فاينل فانتازي 7، أصبحت أريس هدفًا للتجسد الأصلي لـ أفالانش، بقيادة Elfé، الذي يسعى إلى منع شينرا من الحصول على آخر سيترا (بالإنجليزية: Cetra)‏. بدلاً من ذلك، تنوي أفالانش استخدامها لمعرفة مكان وجود أرض الميعاد لأغراضهم الخاصة، على الرغم من أن أحد أعضاء الأتراك يحاول حمايتها.
ظهر أريس عدة مرات في فيلم فاينال فانتازي 7: ظهور الأطفال، كدليل روحي لـ كلاود، وحثه على المضي قدمًا في حياته والتسامح مع المآسي التي كانت خارجة عن إرادته، وأخبرته أنها لم تلومه أبدًا عليها. الموت. أثناء لم شملهم الروحي، تحدث أريس إلى كلاود في مرج مفتوح مليء بالورود، وهو يسخر بمرح ولطيف من كيف أنه يثقل كاهل نفسه بالماضي بلا داع. ومع ذلك، فهي تعترف بمعاناته وتقدم كلمات دعم لطيفة. يأتي أحد تفاعلات أريس مع كلاود عندما يساعد كل عضو في مجموعة اللعبة الأصلية في هجوم كلاود النهائي ضد Bahamut SIN ؛ تظهر على أنها العضو الأخير في المجموعة لمساعدة كلاود. ظهرت مرة أخرى في المشهد الأخير من الفيلم، جنبًا إلى جنب مع زاك فير، حيث أعطت كلاود المزيد من كلمات التشجيع قبل أن تدخل هي وزاك إلى النور. بالقرب من نهاية الفيلم، تم اكتشاف أن الماء الممزوج بدفق الحياة يتدفق تحت قاع الزهرة في كنيسة أريس، والذي يتجلى على أنه علاج لـ Geostigma.
رواية على الطريق إلى الابتسامة «حالة الحياة - بلاك آند وايت» يركز على رحلات كل من أريس وسفيروث من خلال تيار الحياة بعد نهاية اللعبة ولكن قبل أحداث الفيلم. قسم «الأسود» يتعامل مع سفيروث، القسم «الأبيض» مع أريس.
تظهر أريس في لعبة كرايسيس كور: فاينال فانتازي 7. في سن ال 16، قابلت زاك، الذي نشأت مشاعره أثناء إقامته في ميدغار. يطور كل من «أريس» و «زاك» علاقة رومانسية، لكن «زاك» قُتل في نهاية أزمة «كور» بعد احتجازه في غرفة ماكو لمدة أربع سنوات في قبو قصر شينرا. خلال تلك السنوات، ساعدت أريس والدتها بالتبني على كسب لقمة العيش من خلال زراعة الزهور وبيعها، وهي وظيفة أدت إلى لقائها كلاود في بداية فاينل فانتسي السابع.

### ظهور أخر
ظهرت شخصية أريس في عدة ألعاب خارج استمرارية فاينل فانتسي السابع. في فاينل فانتازي تاكتيكس، ظهرت كفتاة زهرة؛ عندما تضايقها مجموعة من المجرمين، تظهر كلاود ويشترك اللاعب في معركة مع المجموعة، مما يسمح لها بالفرار. يتميز الشارع الأعلى بإصدار قابل للعب من أريس، بالإضافة إلى شخصيات فانتازي الأخرى مثل تيفا لوكهارت وكلاود وسبفروث. ظهرت أيضًا في الشارع الأعلى بنفس الشخصيات من Special، مع إضافة يوفي كيساراجي. بينما لا يمكن لعبها، تظهر أريس في لعبة القتال ديسيديا 012 فاينل فانتسي كشخصية مساعدة. ظهرت أيضًا في لعبة الإيقاع ثييتريثم فاينل فانتازي كشخصية فرعية تمثل فاينل فانتسي السابع. في ليتل بغ بلانت 2، يظهر أريس كنموذج شخصية قابل للتنزيل. تظهر أريس أيضًا كزي وي منيو وروحها في سوبر سماش برذرز ألتميت نهائي.
ظهر أريس في سلسلة كينغدوم هارتس كعضو في مجموعة مكرسة لهزيمة القلب؛ تضم المجموعة أيضًا شخصيات أخرى من فاينل فانتازي 7 وسكوال ليونهارت من فاينل فانتازي 8. في حبكة كينغدوم هارتس، يقترح أريس طريقة لهزيمة بلا قلب لأبطال اللعبة بطوط وبندق وسورا، ويقدم نصائح للاعب طوال المباراة. تظهر أيضًا في كينغدوم هارتس: تشاين أوف مموريز كنسخة مدركة لذكريات سورا. تعود أريس في كينغدوم هارتس 2 مرتدية نسخة معدلة من فستأنها من بيفور كرايسي. أدارت هي وليون ويوفي لجنة ترميم لمدينة هولو باستيون. تظهر أريس مرة أخرى في توسعة كينغدوم هارتس 3.
Hoshi o Meguru Otome (Maiden who Travels the Planet)، رواية كتبها بيني ماتسوياما تظهر في دليل فاينل فانتازي 7 Ultimania، تتبع رحلة أريس عبر تيار الحياة فور وفاتها في فاينل فانتازي 7. تم ذكر أريس في كتابات على الجدران في محطة مترو الأنفاق في وقت مبكر من فيلم الرسوم المتحركة رالف المدمر؛ تقول الكتابة على الجدران «أريس لايفز».

## الفكرة والتصميم
تم تصميم أريس بواسطة تتسويا نومورا، بتأثير من المخرج وكاتب السيناريو يوشينوري كيتاسي وهيرونوبو ساكاغوتشي، بينما ابتكر يوشيتاكا أمانو فنيًا مفاهيميًا ساعد أيضًا في التأثير على تصميمها. لديها عيون خضراء وشعر بني طويل مربوط في جديلة بشريط وردي. ترتدي فستانًا ورديًا طويلًا وسترة بوليرو وحذاءً بنيًا للمشي لمسافات طويلة. تم تصميم الفستان الطويل ليبدو كأنه مهذب وعلى النقيض من تنورة تيفا لوكهارت القصيرة. أثناء التطوير، كان من المفترض أن تكون أريس أخت سيفروث لأن كلا التصميمين يشبهان بعضهما البعض، لكنهما كانا عاشقين سابقين مع أريس يتذكران سيفروث عندما التقى كلاود جنديان سابقان. في وقت متأخر من التطور، تم تغيير حب أريس الأول إلى زاك فير.
كان من المفترض أن ترمز عيناها الخضراء إلى الطبيعة وكانت بمثابة تباين آخر لعيون تيفا البنية. لم تغير نومورا الكثير من تصميم أريس لأطفال أدفنت، ولكن تم تحديث تصميمها في كينغدوم هارتس بإزالة سترة بوليرو، مما جعل ملابسها تبدو أكثر كما رسمتها أمانو في الأصل. وشملت التغييرات الأخرى إضافة أساور وحزام. قامت نومورا بتعديل فستأنها في فيلم بيفور كرايسي، بإضافة اللونين الأبيض والأخضر، كما تم استخدام هذا الإصدار كأساس لتصميمها في كينغدوم هارتس 2.
تلفظ ‎[eaɾisɯ]‏  ( سماع) اسم أريس الياباني الأصلي エ ア リ スEarisuتلفظ ‎[eaɾisɯ]‏  ( سماع). تمت ترجمة هذا إلى «أريس» في فاينل فانتازي 7 وفاينل فانتازي تاكتيكس، ولكن في المنتجات اللاحقة تم تغييرها إلى «أريس». كلا الترجمين لهما أساس، حيث يتم استخدام "su" (ス) اليابانية عند نسخ "s" (‎/s/‏) و "th" (‎/θ/‏) إلى اليابانية. ومع ذلك، تستخدم المواد اليابانية الرسمية التهجئة «أريس»، وقد صرح المطورون بأن «أريس» هو عبارة عن جناس مجسم قريب من «إيرث». قبل إصدار اللعبة، أشارت إليها مجلات الألعاب الغربية، مثل إصدار مايو 1996 لألعاب الكمبيوتر والفيديو، باسم «أريس».
في مراحل التخطيط المبكرة لـ فاينل فانتازي 7، كان من المقرر أن يكون أريس واحدًا من ثلاثة أبطال فقط؛ نفسها، كلاود وباريت. خلال مكالمة هاتفية مع كيتاسي، تم اقتراح أنه في مرحلة ما من اللعبة، يجب أن يموت أحد الشخصيات الرئيسية، وبعد الكثير من النقاش حول ما إذا كان يجب أن يكون باريت أو أريس، اختار المنتجون أريس. صرح نومورا في مقابلة شهرية للألعاب الإلكترونية عام 2005: "إن كلاود الشخصية الرئيسية، لذا لا يمكنك قتله حقًا. وباريت... [ك‍] حسنًا، ربما يكون هذا واضحًا جدًا. " أثناء تصميم فاينل فانتازي 7، شعر نومورا بالإحباط من «الكليشيه الدائم حيث يحب البطل شخصًا ما كثيرًا ولذا عليه التضحية بنفسه والموت بطريقة درامية للتعبير عن هذا الحب». وجد هذا المجاز ظهر في كل من الأفلام وألعاب الفيديو من أمريكا الشمالية واليابان، وسأل «هل من الصواب أن يكون مثل هذا المثال للناس؟» وخلص كيتاس إلى القول: «الأمور مختلفة للغاية في العالم الحقيقي. أنت فقط بحاجة للنظر حولك. لا أحد يريد أن يموت بهذه الطريقة. يموت الناس من المرض والحوادث. يأتي الموت فجأة ولا يوجد فكرة جيدة أو سيئة. إنه يترك، ليس شعورًا دراميًا ولكن فراغًا كبيرًا. عندما تفقد شخصًا تحبه كثيرًا، تشعر بهذه المساحة الفارغة الكبيرة وتفكر،» لو كنت أعرف أن هذا قادم، لكنت فعلت الأشياء بشكل مختلف. «هذه هي المشاعر التي أردت أن أثيرها لدى اللاعبين مع وفاة أريس في وقت مبكر نسبيًا من المباراة. مشاعر من الواقع وليس هوليوود».
وفقًا لنومورا، «يجب أن يكون الموت شيئًا مفاجئًا وغير متوقع، وبدا موت أريس أكثر طبيعية وواقعية». قال: «عندما أفكر في فاينل فانتازي 7، فإن حقيقة أن المعجبين شعروا بالإهانة بسبب موتها المفاجئ ربما تعني أننا نجحنا في شخصيتها. إذا كان المعجبون قد قبلوا موتها ببساطة، فهذا يعني أنها لم تكن شخصية مؤثرة». من الإصدار الأصلي للعبة، انتشرت شائعات مفادها أنه يمكن إحياء أريس أو أن الخطة الأصلية كانت تتمثل في عودتها، ولكن تم إلغاء هذا في التطوير. صرح نومورا بشكل قاطع أن أيا من هذه الشائعات لم تكن صحيحة على الإطلاق؛ «كان العالم يتوقع منا أن نعيدها إلى الحياة، لأن هذا هو العرف الكلاسيكي». تم إرسال التماس مطول يطلب إعادة إحياء أريس من قبل اللاعبين اليابانيين إلى كيتاسي، لكنه رفضها، مشيرًا إلى أن «هناك معاني كثيرة في وفاة أريس و [إحياءها] لا يمكن أن يحدث أبدًا.» أوضحت مينا سوفاري أن أريس أعطت إحساس الأمومة بحضور سريع الزوال بالنسبة إلى أطفال أدفنت. أعربت عن سعادتها بدورها.
فيما يتعلق بالإصدار الجديد، أرادت سكوير تجنب إظهار الكثير من المحاباة لأي من الفتاتين في مثلث الحب مع الشخصية الرئيسية كلاود. درست بريانا وايت تمثيل ساكاموتو لجذب المعجبين.

## موضوع الموسيقى

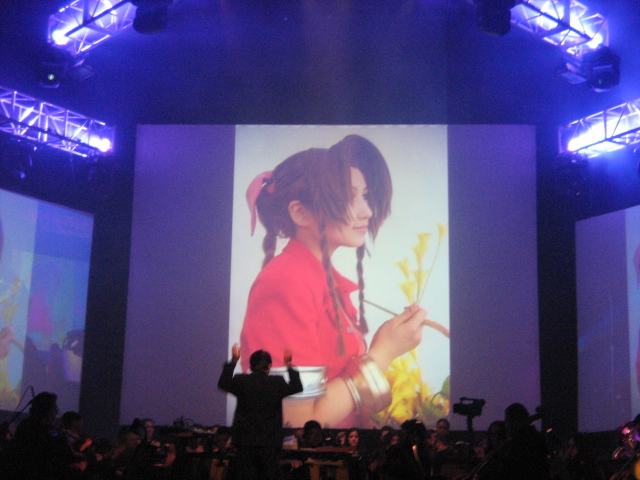
أداء VGL في عام 2009

يتم لعب الفكرة المهيمنة المرتبطة بـ أريس عدة مرات خلال فانتازي 7؛ سمع لأول مرة خلال مشاهد الفلاش باك مع والدة أريس في منزلها، وتكرر عندما قتلها سيفروث. كانت من ألحان الملحن نوبوؤو أويماتسو. قطعة «الزهور تتفتح في الكنيسة» مبنية عليها.
تحظى أغنية "Aerith's Theme" بشعبية كبيرة بين عشاق فاينال فانتازي، وقد ألهمت نسخة أوركسترا، ونسخة بيانو، ونسخة صوتية يؤديها الفنان ريكي (الذي أدى أيضًا أغنية «Suteki Da Ne» لـ فاينال فانتازي X). يظهر ترتيب البيانو للموضوع مرتين في Advent Children، والمسار "Water" يعكس ظلال الموضوع: تظهر العبارة الافتتاحية لـ "Aerith's Theme" قبل ذروة المسار "Divinity II"، والتي تتضمن بعد ذلك بوقت قصير كخطها الأخير، كانت العبارة اللاتينية "Sola Dea fatum novit" («الإلهة فقط تعرف القدر»)، كما ظهرت أيضًا خلال الاعتمادات النهائية للفيلم. تمت إعادة تفسيره في مجموعة OverClocked ReMix فاينال فانتازي VII أصوات من Lifestream. في عام 2013، حصل فيلم "Aerith's Theme" على المركز الثالث في قاعة مشاهير FM الكلاسيكية.

## الاستقبال

### عام
تلقى أريس استقبالًا إيجابيًا بشكل عام من النقاد. أشارت إليها شركة GamesTM بأنها «أسطورة ألعاب». رأى ستيوارت هوجان من آر بي جي أنه على الرغم من أن أريس «مثلت الفتاة الرمزية في محنة، إلا أنها» كسرت القالب من حيث الشخصية، «تمتلك» نتفًا مثيرًا للإعجاب لم يكن نحاسيًا ولا مقززًا ". في عام 2007، تم إدراجها في قائمة ألعاب Tom لأفضل 50 شخصية نسائية في تاريخ ألعاب الفيديو، لمشهد وفاتها وجمال مظهرها وشخصيتها. وفي تلك السنة نفسها، وقالت أنها سميت خامس أفضل شخصية على الإطلاق في دينجيكي بلاي ستيشن الجوائز بأثر رجعي ' ميزة عن الأصلي بلاي ستيشن. صنفتها آي جي إن في المرتبة الثانية في قائمة شخصيات فاينال فانتازي VII الأعلى - مرتبة أعلى من بطل اللعبة، كلاود. صنفها موقع GameTrailers على رأس قائمة "الأطفال الذين خرجوا من دوريتك" في عام 2010. صنف هيث هوكر من GameZone أريس في المرتبة الخامسة في قائمة شخصيات فاينل فانتسي لعام 2012 وكتب أنها "أصبحت أيقونة ليس فقط في سلسلة فاينل فانتسي، ولكن أيضًا في تاريخ ألعاب الفيديو. تلقت علاقتها مع Cloud أيضًا استجابة إيجابية، بما في ذلك الاثنان اللذان تم إدراجهما في مقال IGN حول أفضل ألعاب الفيديو الرومانسية.
تحظى الشخصية بشعبية بين اللاعبين، وخاصة اليابانيين ومحبي سلسلة فاينال فانتازي. تم تضمين أريس في معظم مسابقات «معركة الشخصيات» الخاصة بـ غيم فاكس، على الرغم من أنها لم تتقدم سوى بضع جولات في كل مرة. في عام 2010، صوت قراء فاميتسو على أريس كأفضل 24 شخصية في لعبة فيديو. في عام 2013، تم التصويت على أريس باعتبارها ثاني شخصية مفضلة لدى فاينل فانتسي في استطلاع رسمي أجرته سكوير إنكس. في نفس العام، صنفتها كومبلكس على أنها سابع أعظم شخصية فاينل فانتسي في كل العصور.
في عام 2020، اختتمت هيئة الإذاعة اليابانية NHK استطلاعها العالمي لكن الذي ركز على اليابان لجميع ألقاب فاينال فانتازي. من بين الشخصيات التي احتلت أريس المركز الثالث، خلف كلاود بالمركز الأول والثاني يونا من فاينل فانتسي إكس. وبالتالي جعل أريس ثاني أشهر أنثى وشخصية فاينل فانتسي السابع على التوالي.
أشادت سيليكونيرا بسمات الشخصية في طبعة جديدة بسبب مدى اهتمامها ومدى تطورها عبر السرد. على الرغم من الانتقادات لعدم قيامها بأشياء خاطئة توازنها، إلا أن سيليكونيرا ما زالت تتمتع بالمشهد الذي تتطوع فيه مع دون كورنيو. ومع ذلك، استمتع الموقع بمدى غموضها للطريقة التي تتفاعل بها مع أعضاء فريق التمثيل.

### الموت
حظيت وفاة أريس في فاينل فانتسي السابع بقدر كبير من الاهتمام. وفقًا لـ GamesTM، ساعدت وفاتها في ترسيخ شعبية لعبة فانتازي 7. علق اللاعبون على لوحات الرسائل والمدونات حول التأثير العاطفي للمشهد. قدم المشجعون التماسًا إلى يوشينوري كيتاسي يطلبون عودتها. تعتبر غيم سباي وفاتها عاشر أعظم لحظة سينمائية في تاريخ ألعاب الفيديو، بينما صوّت لها قراءها باعتبارها ثاني أكثر اللحظات السينمائية. تعتبر غيم برو أن تسلسل موتها هو أعظم لحظات اللعب.
وصفت Tom's Games المشهد بأنه «واحد من أقوى المشاهد التي لا تنسى في سلسلة فاينال فانتازي — أو أي لعبة أخرى في هذا الصدد.»
وصفت إيدج موتها بأنه «نقطة القمة الدرامية» في لعبة فاينل فانتسي السابع، واقترحت أن إعادة تقديمها من خلال تجميع عناوين فاينل فانتسي السابع «يقوض هذه اللحظة العظيمة.»  في عام 2005، أدرجت إلكترونك غيمينغ مونثلي فاينل فانتسي السابع في المرتبة السادسة في قائمة أهم عشر ألعاب، مشيرة إلى أنه بدون هذه اللعبة، «لم يكن إيريس قد مات، ولن يتعلم اللاعبون كيف يبكون.»  رووستر تيث وأضافت الموت أريس لمن أفضل 10 لحظات "OMGWTF"، مشيرا إلى أنها واحدة من «touchiest لحظات في تاريخ لعبة فيديو». في عام 2011، صنفت IGN مشهد وفاتها في المرتبة الأولى في قائمة أفضل لحظات ألعاب الفيديو. في عام 2012، أدرجتها مجلة بلاي ستيشن ضمن أكثر عشر لحظات عاطفية في بلاي ستيشن. كما تم الاستشهاد بالموت السعيد باعتباره اللحظة الحاسمة لقصة حب متقاطعة بالنجوم، بينها وبين الشخصية الرئيسية كلاود.
وصف بريان تايلور، الذي يكتب لـ كل سكرين، صناعة منزلية من نظريات المعجبين حول كيفية إعادة أريس إلى الحياة أو منع موتها. قارن هذه الجهود بحملة كتابة الرسائل لإقناع تشارلز ديكنز بعدم السماح لنيل، البطل المحبب لمتجر الفضول القديم، بالموت في نهاية الكتاب. وأكد تايلور أن مناقشة نظريات المعجبين هذه وتشريح كود اللعبة لاختبارها تشكل جزءًا صالحًا وهامًا من تجربة اللعبة.

## روابط خارجية
- أريس Gainsborough at the فاينال فانتازي Wiki